# 10.21国際反戦デー闘争 (1969年)
1969年の10.21国際反戦デー闘争（10.21こくさいはんせんデーとうそう）は、1969年10月21日に東京都新宿区を中心に発生した日本の新左翼暴動事件。

## 事件の概要
国際反戦デーにあたるこの日、新左翼各派は前年の国際反戦デー闘争（新宿騒乱）に続き大規模な街頭闘争を計画、新宿を中心に各地で機動隊と衝突した。
また、新宿以外でも日本生産性本部やNHK放送センター、日本工業倶楽部に火炎瓶を持った学生らが乱入、占拠したほか、本所警察署に火炎瓶が投げ付けられる事件も発生した。
この事件での逮捕者は1594人に上り、過去最大であった。ただしこの記録は翌月の佐藤首相訪米阻止闘争で塗り替えられることになる。
逮捕者には、地方の大学から動員された、東京の地理に疎い学生が多かったという。また、デモへの参加、逮捕者には教師なども含まれたが、日本教職員組合は無関係であるとの姿勢を示した。広島県教職員組合に所属する20歳代の教諭5人が凶器準備集合罪などの容疑で逮捕された例では、同県教組は除名処分はしないとしつつも救援活動などを断った。5人は11月に起訴されたことから、広島県教育委員会は懲戒免職処分とした。
警戒に当たった警察官が攻撃を受け受傷する事例が相次いだ。1969年10月27日、警視庁は公務中に負傷した44人に対して特別昇任を行った。44人のうち40人は6カ月以上の療養者であった。
1969年11月8日、警視庁公安部は東京大学航空宇宙研究所を家宅捜索。研究所内で大学の薬品や備品を使用し、組織的に火炎瓶を製造していた疑い。